# Apamea deflexa
Apamea deflexa är en fjärilsart som beskrevs av Walker 1865. Apamea deflexa ingår i släktet Apamea och familjen nattflyn. Inga underarter finns listade i Catalogue of Life.